# Aparte
Aparte é uma forma do discurso dramático em que uma personagem fala com o público. Para realizar um aparte uma personagem afasta-se das outras. Aparte também significa a interrupção feita ao discurso ou fala de alguém a fim de acrescentar algum comentário ou manifestar uma opinião, seja favorável ou contrária.

## Direito processual brasileiro
No direito processual penal, existe a previsão do aparte nos debates realizados na audiência de instrução e julgamento do Tribunal do Júri, conforme prevê o art. 497, inc. XII, do Código de Processo Penal (Decreto-lei n. 3.689, de 1941, com redação dada pela Lei n. 11.689, de 2008), in verbis: 
Art. 497.  São atribuições do juiz presidente do Tribunal do Júri, além de outras expressamente referidas neste Código: [...]
XII – regulamentar, durante os debates, a intervenção de uma das partes, quando a outra estiver com a palavra, podendo conceder até 3 (três) minutos para cada aparte requerido, que serão acrescidos ao tempo desta última.